# Brackel (dzielnica)
Brackel, Dortmund-Brackel – dzielnica miasta Dortmund w Niemczech, w kraju związkowym Nadrenia Północna-Westfalia, w okręgu administracyjnym Brackel.